# Ifito
En la mitología griega, Ifito (griego antiguo: Ἰφιτώ) era una amazona que sirvió a la reina Hipólita. Su nombre solo es conocido por inscripciones.